# Dětské přízraky
Dětské přízraky (v anglické originále Ghost Children) je román anglické spisovatelky Sue Townsendové. Kniha zachycuje syrový příběh nenaplněných citů mezi Christopherem a Angelou a jejich nenarozenou dcerou.

## Obsah
Hlavními postavami knihy jsou milenci Christopher Moore a Angela Carrová. Zatímco Angela si dítě nepřeje, Christopher po něm bytostně touží. Když Angela otěhotní, jde na potrat a Christopherovi řekne, že o dítě přišla náhodou. Za nedlouho na to se rozcházejí, avšak ze ztráty dítěte se už nikdy úplně nevzpamatují.
Po sedmnácti letech se Christopher s Angelou znovu setkává a opět se do ni zamiluje. Angela je však už vdaná za Gregoryho, pracuje v cestovní kanceláři a vede spořádaný život. Jak Angela, tak Christopher si s sebou stále nesou své staré trauma: zatímco Angela se s ním vyrovnává po svém (sladkostmi, díky kterým přibrala desítky kilo), Christopher si pořídil psa, žije osamělým životem a není schopen si najít trvalejší zaměstnání. Dvojice se začne tajně scházet, Angelin manžel však na jejich vztah přijde a pokusí se spáchat sebevraždu.
Příběh Christophera a Angely se prolíná s příběhem Tamary a Crackla, dvojice žijící na okraji společnosti. Mají spolu dceru Storme, kterou jednou potká Christopher a okamžitě si ji zamiluje. Crackle bere drogy a jednou v noci v návalu vzteku svou dceru těžce zraní. Když Christopher zjistí, že je Storme v nemocnici, dochází za ní. Po Gregoryho pokusu o sebevraždu Tamara zjišťuje, že je znovu těhotná. Christopher se s ní a Cracklem dohodne, že od ní ještě nenarozené dítě odkoupí. Děj končí v prostředí porodnice, kde Christopher s Angelou konečně svírají své vysněné dítě a Crackle odchází s Christopherovým psem.

## Česká vydání
- TOWNSENDOVÁ, Sue. Dětské přízraky. Praha: Mladá fronta, 2009. ISBN 978-80-204-1983-5.